# Born for Trouble
Born for Trouble è il trentottesimo album in studio del cantante di musica country statunitense Willie Nelson, pubblicato nel 1990.

## Tracce
1. Ain't Necessarily So
2. (I Don't Have a Reason) To Go to California Anymore
3. Ten With a Two
4. The Piper Came Today
5. You Decide
6. Pieces of My Life
7. It'll Come to Me
8. This Is How Without You Goes
9. Born for Trouble
10. Little Things Mean a Lot